# هاري ماغدوف والتجسس
يوجد العديد من المزاعم التي تدعي استخدام المخابرات السوفيتية هاري ماغدوف كمصدر للمعلومات، هذا بالإضافة إلى استخدامهم عدة أشخاص آخرين من حكومة الولايات المتحدة الأمريكية. ومع ذلك، لا يزال هذا الادعاء موضع خلاف من قبل العديد من الأكاديميين والمؤرخين الذين يؤكدون عدم امتلاك ماغدوف أية نوايا خبيثة وعدم ارتكابه أية جرائم.

## التحقيق في الأمر
يذكر أحد ملفات مكتب التحقيقات الفيدرالي خضوع ماغدوف للاستجواب كجزء من تحقيق كبير امتد بين الأعوام 1945- 1959 حول حلقة تجسس سوفييتية مشتبه بها، ضمت 27 شخصًا يجمعون معلومات من ست وكالات فيدرالية على الأقل. ومع ذلك، لم تتهم هيئة المحلفين الكبرى أي شخص.1
رفعت الحكومة الأمريكية في عام 1995 السرية عن مجموعة مواد تابعة لبرنامج مكافحة تجسس معروف باسم «مشروع فينونا»؛ تضمّنت هذه المواد فك تشفير الجيش لبرقيات سوفييتية بينت تورط عدد من المواطنين الأمريكيين في التجسس لصالح الاتحاد السوفييتي، وقد كان ماغدوف من بين هؤلاء الأشخاص الذين حققت معهم الحكومة باعتباره عضوًا في ما كان يسمى مجموعة بيرلو.
لم يكن الاتهام العلني لماغدوف بعمله لصالح المخابرات السوفييتية جديدًا؛ نشأ ذلك مع الجاسوسة الأمريكية إليزابيث بنتلي –المنشقة عن الحزب الشيوعي والاتحاد السوفييتي- التي قدمت معلومات تتهمه فيها إلى مكتب التحقيقات الفيدرالي، والتي شهدت لاحقًا أيضًا على ذلك في جلسات استماع مفتوحة.2
أجرت مؤسسة كسر الشيفرات التابعة للجيش ومكتب التحقيقات الفيدرالي تحقيقًا استمر ثمانٍ وثلاثين عامًا حول التجسس الشيوعي؛ الأمر الذي أعطى نتائج مختلطة. ووفقًا لأستاذ المخابرات المضادة، أكّد مشروع فينونا دقة الكثير من شهادات بنتلي. مع ذلك، يشير منتقدو بنتلي إلى أن بعضًا من ادعاءاتها كانت محل خلاف في ذلك الوقت، وأن شهادة بنتلي وغيرها أمام لجان الكونغرس المختلفة خلال فترة الخوف الأحمر كان مبالغًا بها أو مرتبطة بمغالطة إثبات الذنب بالارتباط.

## التسلسل الزمني
- التقت إليزابيث بنتلي في 25 فبراير أو 5 مارس من عام 1944، في يوم أحد ممطر، مع هاري ماغدوف وآخرين في شقة جون أبت في نيويورك، وهو الاتصال الأولي مع مجموعة بيرلو (هاينز وكليهر- فينونا عام 1999، الصفحة 409)؛ ناقشت المجموعة المعلومات التي سيكونون قادرين على تقديمها إليها، وأشارت بنتلي لماغدوف: «... من المتوقع أن يعود ماغدوف الذي عاد لتوه من فترة استشفاء قاربت ستة أشهر إلى مجلس الإنتاج الحربي، لكنه لم يكن متأكدًا مما سيستطيع تقديمه على وجه التحديد...».
- يقول فك تشفير التقرير 629 للاستخبارات السوفيتية من نيويورك إلى موسكو في 5 مايو من عام 1944:«يجب للإلحاح...إسداء المشورة حول إمكانية عقد اجتماع مع كانت»؛ كانت هو نفسه هاري صموئيل ماغدوف.
- يدور فك تشفير فينونا للتقرير 687 للاستخبارات السوفيتية من نيويورك إلى موسكو حول اتصال بنتلي بمجموعة جديدة في واشنطن ويتضمن أسماء: «ماغدوف- كانت».. «موثوقين»... «ناضجون سياسيًا للغاية»... «يودون تقديم المعلومات»؛ حدد كانت على أنه هاري صموئيل ماغدوف. في هذا التشفير يوجه وكيل الاستخبارات السوفيتية وإيرل براودر تعليمات إلى بنتلي حول المجندين الجدد. فينونا/ الملف 687 من نيويورك إلى موسكو في 13 مايو عام 1944.
- في فك تشفير فينونا رقم 769 لبرقيات نيويورك- موسكو، تعطي رسالة موجهة في 30 مايو من عام 1944 لرئيس الاستخبارات السوفيتية بافل فيتين معلومات عن المجموعة الجديدة تحوي تاريخهم الشخصي: «كان كانت عضوًا في الحزب الشيوعي الأمريكي منذ وقت طويل... ويعمل في قسم الأدوات الآلية في منشأة المعدات العسكري والبحرية»، وفي هذا أيضًا حُدِّدت شخصية كانت باعتباره هاري ماغدوف.
- في 29 سبتمبر من عام 1944 في موسكو، تطلب مذكرة من فيتن إلى ديميتروف (الأمين العام للكومنترن-منظمة شيوعية دولية) تقديم أية معلومات حول أعضاء مجموعة بيرلو إلى رئيس الاستخبارات السوفيتية مباشرةً، بما في ذلك ماغدوف الذي يعمل في مجلس الإنتاج الحربي.
- وفي ملف فينونا رقم 179-180، تستخدم برقية أُرسلَت في 25 فبراير من عام 1945 من مركز موسكو إلى نيويورك الاسم الرمزي «تان»؛ طابق الباحثون لاحقًا الاسم مع اسم هاري ماغدوف.
- في 20 ديسمبر عام 1946: «بدا أنّ ماغدوف كان سعيدًا بتركه وزارة التجارة...».
- تقاعد ماغدوف في 30 ديسمبر عام 1946 من الخدمة الحكومية.
- أدرج أناتولي غورسكي، المسؤول البارز في لجنة الإعلام في ديسمبر عام 1948، ماغدوف ضمن لائحة معارف واتصالات إليزابيث بنتلي: «3.'تان'- هاري ماغدوف: موظف سابق في وزارة التجارة»، وذلك في تقريره عن المصادر والشبكات الأمريكية المفضوحة. يُصنَّف عملاء المفوضية الشعبية للشؤون الداخلية إما أبجديًا أو بحسب الترتيب الزمني بدءًا من أسماء عملاء ما قبل الحرب العالمية الثانية، وصولًا إلى أسماء عملاء الحرب العالمية الثانية، ويبقى ضابط القضية السوفييتية في الأخير.
- تناقش مذكرة بين مكتب التحقيقات الفيدرالي في بلمونت ومدير المجلس، الملاحقة القضائية لأعضاء مجموعة بيرلو، بما في ذلك كانت (أي هاري ماغدوف)، ولكن هذا الأمر سيؤدي إلى كشف التقنيات والممارسات الحكومية في مجال التشفير لأشخاص غير مصرح لهم بذلك، كما سيكشف عن جهود الحكومة في مجال استخبارات الاتصالات.

### مطبوعات
- Elizabeth Bentley, Out of Bondage: The Story of Elizabeth Bentley (New York: Ivy Books, 1988) (ردمك 0-8041-0164-7)
- Frank J. Donner, The Age of Surveillance: The Aims and Methods of America’s Political Intelligence System (New York: Alfred A. Knopf, 1980)
- Alexandre Feklisov, The Man Behind the Rosenbergs: Memoirs of the KGB Spymaster Who Also Controlled Klaus Fuchs and Helped Resolve the Cuban Missile Crisis (New York: Enigma, 2001) (ردمك 1-929631-08-1)
- Harvey Klehr, John Earl Haynes, Venona: Decoding Soviet Espionage in America (New Haven: Yale University Press, 1999) (ردمك 0-300-07771-8)
- Harvey Klehr, John Earl Haynes, and Fridrikh Igorevich Firsov, The Secret World of American Communism (New Haven: Yale University Press, 1995); p. 312 (Document 90) reproduces a copy of the 29 September 1944 Fitin to Dimitrov memo (RTsKhIDNI 495-74-485) (ردمك 0-300-06855-7)
- Harvey Klehr, John Earl Haynes, and Kyrill Anderson, The Soviet World of American Communism (New Haven: Yale University Press, 1998) (ردمك 0-300-07150-7)
- Herbert Romerstein, Stanislav Levchenko, The KGB Against the "Main Enemy": How the Soviet Intelligence Service Operates Against the United States (Lexington, Mass.: Lexington Books, 1989) (ردمك 0-669-11228-3)
- Ellen Schrecker, The Age Of McCarthyism: A Brief History With Documents (Boston: St. Martin's Press, 1994)
- Ellen Schrecker, Many are the Crimes: McCarthyism in America (Boston: Little Brown, 1998)
- Allen Weinstein and Alexander Vassiliev, The Haunted Wood: Soviet Espionage in America—the Stalin Era (New York: Random House, 1999) (ردمك 0-7881-6422-8)
- Nigel West, Venona: The Greatest Secret of the Cold War (London: HarperCollins, 1999) (ردمك 0-00-653071-0)

### عبر الإنترنت
- FBI Silvermaster group file, Part 2c, pgs. 182–188 (pgs. 3–9 in PDF format). Magdoff described in the context of Elizabeth Bentley's testimony pertaining to the Perlo group.
- FBI Silvermaster group file, Part 5b, pgs. 170–178 (pgs. 86–94 in PDF format).
- Victor Navasky, "Cold War Ghosts," The Nation, 16 July 2001.
- United States. National Counterintelligence Center. A Counterintelligence Reader. NACIC, no date. <https://web.archive.org/web/20051211111653/http://www.nacic.gov/history/index.html>
- Vladimir Pozniakov, A NKVD/NKGB Report to Stalin: A Glimpse into Soviet Intelligence in the United States in the 1940s[وصلة مكسورة]
- Wikisource:Fitin to Dimitrov, 29 September 1944
- Wikisource:Venona 687 KGB New York to Moscow, 13 May 1944, Perlo group

### صور
- Venona 629 KGB New York to Moscow, 5 May 1944.
- *KGB agent & Earl Browder instruct Bentley on new recruits, Venona 687 New York to Moscow, 13 May 1944.
- KGB NY Reports on new Agents from ACP working in US Govt, Venona 769, 771 KGB New York to Moscow, 30 May 1944, pp. 1, 2, 3.
- ALBERT's network & material photos. Silvermasters network widely known, Venona 179, 180 KGB Moscow to New York, 25 February 1945.